# Pajares de Adaja
Pajares de Adaja es un municipio y localidad española de la provincia de Ávila, en la comunidad autónoma de Castilla y León. El término municipal, ubicado en la comarca de La Moraña, tiene una población de 127 habitantes (INE 2024).

## Símbolos
El escudo heráldico y la bandera que representan al municipio fueron aprobados el 22 de mayo de 2004. El escudo se blasona de la siguiente manera:

Escudo tronchado por una cotiza de azur de azur fileteada de plata. 1.º de gules, dos casas pajares de plata puestas en barra. 2.º de sinople, haz de tres espigas de trigo de oro. Al timbre Corona Real cerrada.
Boletín Oficial de Castilla y León nº 134 de 14 de julio de 2004

La descripción de la bandera es la siguiente:

Bandera rectangular de proporciones 2:3, blanca, con una franja ondada de azul, de 1/6 del ancho de la bandera, de la parte superior del asta al inferior del batiente, cargado el triángulo del batiente con una casa pajar roja, y el del asta con un haza de tres espigas de verde.
Boletín Oficial de Castilla y León nº 134 de 14 de julio de 2004

## Geografía
La localidad está situada a una altitud de 878 m sobre el nivel del mar. Está situado a 30 km de Ávila, en la carretera N-403 que une Toledo con Adanero.
| Noroeste: Tiñosillos            | Norte: Gutierre-Muñoz | Noreste: Adanero     |
| Oeste: San Pascual y El Bohodón |                       | Este: Adanero        |
| Suroeste: Villanueva de Gómez   | Sur: Blascosancho     | Sureste: Sanchidrián |

## Historia
A mediados del siglo XIX, el lugar contaba con una población censada de 291 habitantes. La localidad aparece descrita en el decimosegundo volumen del Diccionario geográfico-estadístico-histórico de España y sus posesiones de Ultramar de Pascual Madoz de la siguiente manera:

PAJARES: l. con ayunt. de la prov. y dióc. de Avila (5 1/2 leg.), part. jud. de Arévalo (3), aud. terr. de Madrid (16), c. g. De Castilla la Vieja (Valladolid (14). sit. en terreno llano y algun tanto pantanoso; le combaten todos los vientos, y su clima es propenso por lo comun á fiebres intermitentes. Tiene 74 casas de mediana construccion, distribuidas en varias calles sin empedrar, y una plaza; hay casa de ayunt.; escuela de primeras letras comun á ambos sexos, y una igl. parr. (San Juan Bautista) con curato de primer ascenso y provision ordinaria; hay además del párroco un beneficiado simple, que obtiene un propietario: el cementerio está en parage que no ofende la salud pública, y los vec. se surten de aguas para sus usos de las de un pozo que se encuentra en los afueras de la pobl. Confina el térm.: N. Adanero; E. Sanchidrian; S. y O. San Miguel y Tiñosillos: comprende un desp. titulado Galin-Gomez y un monte bajo de encina; 3,120 fan. de fierra cultivadas; 60 incultas, y diferentes prados con regulares pastos: le atraviesa el r. Adaja y el arroyo de San Miguel, cuyas aguas se utilizan para el riego de un prado y para el uso de los ganados: el terreno es llano en parte de miga y en parte árido. caminos: los que dirigen a los pueblos limítrofes, y la carretera que desde Galicia conduce á Toledo. prod.: trigo, cebada, centeno, algarrobas, garbanzos y algunas legumbres; mantiene ganado lanar y vacuno; cria caza de conejos, liebres, perdices y algún lobo. ind.: la agrícola y arrieria. El comercio está reducido á la esportacion de los frutos sobrantes para los mercados de la cab. del part., é importacion de los artículos de que se carece. pobl.: 71 vec., 291 alm. cap. prod.: 1.599,250 rs. imp.: 63,970. ind. y fab.: 5.250. contr.: 13,447 rs. 2 mrs.
(Madoz, 1848, p. 516)

Hasta la reforma de la nomenclatura municipal de 1916 el municipio se llamaba simplemente Pajares. En dicha fecha su nombre fue modificado por el de Pajares de Adaja.

## Demografía
Pajares de Adaja cuenta con una población de 127 habitantes (INE 2024).
| Gráfica de evolución demográfica de Pajares de Adaja entre 1842 y 2021 |
| |
| Población de derecho según los censos de población del INE. Población de hecho según los censos de población del INE.En estos censos se denominaba Pajares: 1842, 1857, 1860, 1877, 1887, 1897, 1900 y 1910. |